# Guglielmo Cristoforo d'Assia-Homburg
Guglielmo Cristoforo d'Assia-Homburg (Rosbach vor der Höhe, 13 novembre 1625 – Echzell, 27 agosto 1681) fu il secondo langravio d'Assia-Homburg (poi noto come "langravio di Bingenheim"). Era il terzo (il primo sopravvissuto) dei cinque figli maschi di Federico I d'Assia-Homburg.

## Biografia
Nel 1669, vendette Homburg al fratello minore Giorgio Cristiano, ma conservò Bingenheim (ed ebbe il titolo di "langravio d'Assia-Homburg-Bingenheim"). Giorgio Cristiano morì senza eredi, ed il loro fratello più giovane gli successe come Federico II, langravio d'Assia-Homburg.
Sposò Sofia Eleonora, figlia del langravio Giorgio II d'Assia-Darmstadt, che era suo cugino di primo grado, poiché entrambi erano nipoti del langravio Giorgio I d'Assia-Darmstadt.
Ebbero 12 figli, ma soltanto tre sopravvissero all'infanzia:
- Cristina Gugliemina (30 giugno 1653, Bingenheim – 16 maggio 1722, Grabow), moglie del duca Federico di Meclemburgo-Schwerin; la loro figlia Sofia Luisa divenne la terza moglie Federico I di Prussia.
- Leopoldo Giorgio (25 ottobre 1654, Bingenheim – 26 febbraio 1675, Schloss Gravenstein, Schleswig-Holstein), morì celibe.
- Maddalena Sofia (24 aprile 1660, Bingenheim – 22 marzo 1720, Braunfels), moglie di Guglielmo Maurizio, conte di Solms-Braunfels.

Il 2 aprile 1665 sposò a Lubecca Anna Elisabetta di Sassonia-Lauenburg (*23 agosto 1624 – 27 maggio 1688*), figlia del duca Augusto di Sassonia-Lauenburg. Nel 1672 divorziarono e la moglie si ritirò nel castello di Philippseck, nell'attuale Butzbach, dove in seguito morì.

## Ascendenza
|                                              |                                        |                                          | Genitori                                        |  |  | Nonni |  |  | Bisnonni                     |  |  | Trisnonni                     |  |
|                                              |                                        |                                          |                                                 |  |  |       |  |  | Philipp I, langravio d'Assia |  |  | Wilhelm II, langravio d'Assia |  |
|                                              |                                        |                                          |                                                 |  |  |       |  |  | Philipp I, langravio d'Assia |  |  | Wilhelm II, langravio d'Assia |  |
|                                              |                                        | Anna von Mecklenburg-Schwerin            |                                                 |  |  |       |  |  | Philipp I, langravio d'Assia |  |  |                               |  |
| Georg I, langravio d'Assia-Darmstadt         |                                        |                                          |                                                 |  |  |       |  |  | Philipp I, langravio d'Assia |  |  |                               |  |
|                                              |                                        | Christina von Sachsen                    | Georg, duca di Sassonia                         |  |  |       |  |  |                              |  |  |                               |  |
|                                              |                                        | Christina von Sachsen                    | Georg, duca di Sassonia                         |  |  |       |  |  |                              |  |  |                               |  |
|                                              |                                        | Christina von Sachsen                    | Barbara Jagiellonka                             |  |  |       |  |  |                              |  |  |                               |  |
| Friedrich I, langravio d'Assia-Homburg       |                                        | Christina von Sachsen                    |                                                 |  |  |       |  |  |                              |  |  |                               |  |
|                                              |                                        | Bernhard VIII, conte di Lippe            | Simon V, conte di Lippe                         |  |  |       |  |  |                              |  |  |                               |  |
|                                              |                                        | Bernhard VIII, conte di Lippe            | Simon V, conte di Lippe                         |  |  |       |  |  |                              |  |  |                               |  |
|                                              |                                        | Bernhard VIII, conte di Lippe            | Magdalene von Mansfeld-Mittelort                |  |  |       |  |  |                              |  |  |                               |  |
| Magdalena zur Lippe                          |                                        | Bernhard VIII, conte di Lippe            |                                                 |  |  |       |  |  |                              |  |  |                               |  |
|                                              |                                        | Katharina von Waldeck–Eisenberg          | Philipp III, conte di Waldeck-Eisenberg         |  |  |       |  |  |                              |  |  |                               |  |
|                                              |                                        | Katharina von Waldeck–Eisenberg          | Philipp III, conte di Waldeck-Eisenberg         |  |  |       |  |  |                              |  |  |                               |  |
|                                              |                                        | Katharina von Waldeck–Eisenberg          | Anna von Kleve                                  |  |  |       |  |  |                              |  |  |                               |  |
| Wilhelm Christoph, langravio d'Assia-Homburg |                                        | Katharina von Waldeck–Eisenberg          |                                                 |  |  |       |  |  |                              |  |  |                               |  |
|                                              | Georg I, conte di Leiningen-Westerburg | Kuno II, conte di Leiningen-Westerburg   |                                                 |  |  |       |  |  |                              |  |  |                               |  |
|                                              | Georg I, conte di Leiningen-Westerburg | Kuno II, conte di Leiningen-Westerburg   |                                                 |  |  |       |  |  |                              |  |  |                               |  |
|                                              | Georg I, conte di Leiningen-Westerburg | Maria Margarethe zu Stolberg-Wernigerode |                                                 |  |  |       |  |  |                              |  |  |                               |  |
| Christoph, conte di Leiningen-Westerburg     | Georg I, conte di Leiningen-Westerburg |                                          |                                                 |  |  |       |  |  |                              |  |  |                               |  |
|                                              |                                        | Margaretha von Isenburg-Büdingen         | Reinhard, conte di Isenburg-Büdingen            |  |  |       |  |  |                              |  |  |                               |  |
|                                              |                                        | Margaretha von Isenburg-Büdingen         | Reinhard, conte di Isenburg-Büdingen            |  |  |       |  |  |                              |  |  |                               |  |
|                                              |                                        | Margaretha von Isenburg-Büdingen         | Elisabeth von Waldeck                           |  |  |       |  |  |                              |  |  |                               |  |
| Margarete Elisabeth von Leiningen-Westerburg |                                        | Margaretha von Isenburg-Büdingen         |                                                 |  |  |       |  |  |                              |  |  |                               |  |
|                                              |                                        | Simeon Ungnad, barone di Sonnegg         | Johann III Ungnad, barone di Sonnegg            |  |  |       |  |  |                              |  |  |                               |  |
|                                              |                                        | Simeon Ungnad, barone di Sonnegg         | Johann III Ungnad, barone di Sonnegg            |  |  |       |  |  |                              |  |  |                               |  |
|                                              |                                        | Simeon Ungnad, barone di Sonnegg         | Anna Maria, baronessa di Thurn e Friedrichstein |  |  |       |  |  |                              |  |  |                               |  |
| Anna Maria Ungnadin, baronessa di Sonnegg    |                                        | Simeon Ungnad, barone di Sonnegg         |                                                 |  |  |       |  |  |                              |  |  |                               |  |
|                                              |                                        | Katharina von Plesse                     | Dietrich IV, signore di Plesse                  |  |  |       |  |  |                              |  |  |                               |  |
|                                              |                                        | Katharina von Plesse                     | Dietrich IV, signore di Plesse                  |  |  |       |  |  |                              |  |  |                               |  |
|                                              |                                        | Katharina von Plesse                     | Katharina Reuss                                 |  |  |       |  |  |                              |  |  |                               |  |
|                                              |                                        | Katharina von Plesse                     |                                                 |  |  |       |  |  |                              |  |  |                               |  |